# Boys & Girls (Martin Solveig)
Boys & Girls è un singolo  del disc jockey francese Martin Solveig in collaborazione col gruppo canadese Dragonette, pubblicato il 28 settembre 2009 come quarto e ultimo estratto dall'album C'est la vie.

## Tracce
CD Singolo
1. Boys & Girls – 3:44

CD Maxi
1. Boys & Girls (Original Edit) – 3:44
2. Boys & Girls (Extended) – 6:23
3. Boys & Girls (David E. Sugar Remix - MS Edit) – 5:29
4. Boys & Girls (Les Petits Pilous Remix) – 4:29
5. Boys & Girls (Laidback Luke Remix) – 5:38

## Classifiche
| Classifica (2009) | Posizione massima |
| ----------------- | ----------------- |
| Francia           | 17                |